# Close (2022)
Close é um longa-metragem belga, coproduzido com a França e os Países Baixos, de drama coming of age lançado em 2022, dirigido por Lukas Dhont e coescrito com Angelo Tijssens. Sendo o segundo filme do diretor belga após Girl. Eden Dambrine, Gustav de Waele, Emilie Dequenne e Léa Drucker fazem parte do elenco principal. A trama gira em torno da amizade entre dois jovens de treze anos, Leo e Remi, subitamente interrompida.
A estreia do filme ocorreu no Festival de Cinema de Cannes em 26 de maio de 2022, recebendo ampla aclamação da crítica, e vencendo o Grand Prix do júri do festival, ao lado de Stars at Noon de Claire Denis. O longa foi lançado pela distribuidora Diaphana Distribution na França, e pela Lumiere no Benelux, no início de novembro 2022, e no Brasil em março de 2023 pela O2Play em parceria com a Mubi Brasil.
Em 16 de setembro de 2022 foi anunciado como representante belga para categoria de Melhor Longa-Metragem Internacional no Oscar 2023, entrando na lista de 15 finalistas pré-selecionados em dezembro, e posteriormente sendo um dos 5 indicados em janeiro. Também venceu o prêmio de Melhor Filme Estrangeiro do National Board of Review. E por fim, também foi indicado ao 80º Globo de Ouro na categoria de Melhor Filme de Língua Estrangeira.

## Enredo
Em uma área rural não especificada, os dois meninos Léo e Rémi, de 13 anos, desenvolvem uma grande amizade. Sua afeição também se manifesta fisicamente de uma forma incomum para os meninos, mas sem nenhum aspecto erótico ou mesmo sexual visível. Eles possuem o hábito de dormir um ao lado do outro na mesma cama, passeiam juntos e confessam segredos. A mãe de Rémi, Sophie, de quem ele é filho único, aceita isso sem julgamentos e ama Léo como um segundo filho.
Depois de um verão despreocupado passado juntos, como sempre, os dois garotos se encontram em uma nova sala de aula, onde sua amizade extraordinariamente próxima causa rebuliço. Por fim, alguns colegas perguntam abertamente se os dois são um casal. Léo nega veementemente, enquanto Rémi não comenta sobre isso. Léo passa a ficar extremamente inquieto com essa percepção externa. Para não ser condenado ao ostracismo como gay, ele agora se distancia ostensivamente de Rémi, busca novas amizades e começa a jogar hóquei no gelo – um esporte decididamente “masculino” –, pelo qual exclui deliberadamente Rémi dessas atividades. No final, Léo recusa a proximidade com seu amigo mesmo quando os dois estão sozinhos.
Rémi começa a ficar destabilizado ao se sentir menosprezado, especialmente porque Léo se fecha para qualquer conversa sobre a separação dos dois, mesmo quando Rémi faz algumas tentativas de conversação. Léo ainda gosta de Rémi, mas gostaria de deixar para trás a relação “próxima demais”, sem buscar um caminho comum que seja suportável para ambos. Nenhum dos dois procura ajuda de pessoas em quem confiam. A partir desse conflito, desenvolve-se uma discussão por vezes violenta, à qual Rémi finalmente reage com total retraimento: Ele também se afasta de Sophie, perde o apetite, se tranca em seu quarto e, após uma viagem escolar da qual Rémi não participou, a classe é informada de que Rémi cometeu suicídio.
Léo sabe imediatamente que seu afastamento causou isso, mas não consegue falar com ninguém sobre isso durante o acompanhamento psicológico oferecido pela escola. O fato de seus colegas descreverem Rémi em obituários como um menino feliz e simpático desencadeia uma oposição desafiadora em Léo. Ele tenta, sem sucesso, suprimir suas dores internas, fugir delas ou encobri-las no time de hóquei e no negócio de jardinagem dos pais. Ele começa uma tentativa de amizade com colegas de classe, percebendo que não consegue substituir o vínculo que tinha antes com outras pessoas. Instintivamente ele sabe que tem que falar com Sophie, mas Léo não consegue dizer o que aconteceu com medo da reação. Como Rémi não deu pistas e não deixou nenhum bilhete de suicídio, Sophie ainda não tem explicação para a morte dele.
Só no início das próximas férias de verão Léo criou coragem e visitou Sophie em seu local de trabalho sem avisar. Enquanto ela o leva para casa no carro, ele deixa escapar que é tudo culpa dele, que ignorou Rémi e se afastou dele. Sophie perde brevemente a compostura e pede para que ele saia. Léo, desesperado, corre para a floresta, ela vai atrás dele e o encontra armado com uma clava e com ar assustado; ele espera que ela o ataque de raiva pela morte de Rémi. Mas, para sua surpresa, Sophie o abraça com ternura e conforto. Enquanto os dois choram juntos, sem que Sophie o culpe, sua tensão reprimida é finalmente liberada. Algum tempo depois, Léo tenta visitar Sophie novamente, mas encontra a casa vazia, notando que o casal se mudou. Léo caminha pelo campo que corria com Rémi, ele olha para trás em uma feição de aceitação, passando pela última fase do luto.

## Elenco
- Eden Dambrine como Léo
- Gustav De Waele como Rémi
- Émilie Dequenne como Sophie
- Léa Drucker como Nathalie
- Kevin Janssens como Peter
- Marc Weiss como Yves
- Igor van Dessel como Charlie
- Léon Bataille como Baptiste

## Produção
Em 19 de dezembro de 2018, foi anunciado que Lukas Dhont estaria desenvolvendo um segundo longa-metragem após o sucesso de seu primeiro filme, Girl, que havia vencido o prêmio de melhor filme de estreia, a Câmera de Ouro, no Festival de Cinema de Cannes de 2018. O co-roteirista Angelo Tijssens e o produtor Dirk Impens se juntaram novamente a Dhont para o filme então sem título, com Dhont afirmando que "Vai ser diferente, mas também no mesmo estilo de Girl", e que "Teria como centro um personagem queer". Ao escrever o filme, Dhont se inspirou no livro Deep Secrets, da psicóloga Niobe Way, que documenta seu estudo sobre a intimidade entre adolescentes. Dhont deu ao filme o nome de "amizade íntima", um termo recorrente no livro.
Em 23 de julho de 2020, foi anunciado que Dhont havia aberto uma chamada de elenco para os dois papéis principais, que seriam interpretados por atores amadores, com escalação marcada ao final de agosto. Além disso, as filmagens estavam programadas para começar no verão seguinte. A chamada de elenco foi aberta a falantes de francês e flamengo, o diretor decidiu filmar em francês após a formação do elenco. Em 20 de outubro de 2020, foi anunciado que o filme se chamaria Close e que o agente de vendas internacional The Match Factory havia juntado-se ao projeto. Com o irmão de Dhont, Michael Dhont, sendo anunciado como produtor. Em 29 de junho de 2021, o filme figurou na lista anual de financiamento de coprodução da Eurimages, com o fundo público europeu anunciando um financiamento de 300.000 €. As filmagens tiveram início em 9 de julho de 2021. Junto com o anuncio que Emilie Dequenne e Léa Drucker haviam sido escaladas para os papéis principais. Falando sobre o filme, Dhont disse: "Três anos após a viagem avassaladora de Girl, é incrivelmente bom estar de volta ao set, com este elenco e equipe extremamente talentosos, especialmente porque essa história está em meu coração".

## Lançamento
Close teve sua estreia mundial na competição pela Palma de Ouro no Festival de Cinema de Cannes em 26 de maio de 2022, onde foi premiado com o Grand Prix pelo júri daquela edição em um empate com o longa francês Stars at Noon, de Claire Denis. Também disputou a competição oficial do Festival de Cinema de Sydney de 2022, vencendo o Prêmio de Cinema de Sydney.
O filme foi lançado pela Diaphana Distribution na França em 1.º de novembro de 2022 e pela Lumiere em Benelux em 2 de novembro. Estreou nos cinemas dos Estados Unidos em 27 de janeiro de 2023, pela A24, após exibições em cinemas limitadas em Nova York e Los Angeles em dezembro de 2022 que visavam a qualificação da obra para as categorias principais do Oscar 2023.
Em Cannes, o serviço de streaming Mubi adquiriu os direitos de distribuição para o Reino Unido, Irlanda, América Latina, Turquia e Índia. A estreia no Mubi Brasil aconteceu em 21 de Abril de 2023, um mês após entrar em cartaz nos cinemas brasileiros com a distribuição da O2Play.

## Recepção

### Resposta da crítica
No site Rotten Tomatoes, Close detém um índice de aprovação de 91% com base em 46 resenhas, com uma classificação média de 8,2/10. O consenso do site classifica que: "Tão comovente na maior parte de seu tempo de execução que nem mesmo um final manipulador pode arruinar a experiência, Close é uma visão terna e poderosa da inocência infantil perdida". No Metacritic, que utiliza uma média ponderada, o filme detém uma pontuação de 83 de 100, com base em 13 críticas, indicando "aclamação universal".
Em votação do IndieWire, com 75 críticos participantes do Festival de Cannes 2022, Close foi eleito o melhor filme do festival.